# Avahi laineux
Avahi laniger
Espèce
Statut de conservation UICN

 VU A3cd : Vulnérable
Statut CITES
L'Avahi laineux (Avahi laniger) est une espèce de primates appartenant à la famille des Indridae. Ce lémuriforme nocturne habite les forêts humides de l'est de Madagascar.

## Dénominations
Il est également appelé avahi laineux oriental, pour le différencier de l'avahi laineux occidental, ou encore maki à bourre.

## Anatomie

Crâne - Muséum de Toulouse

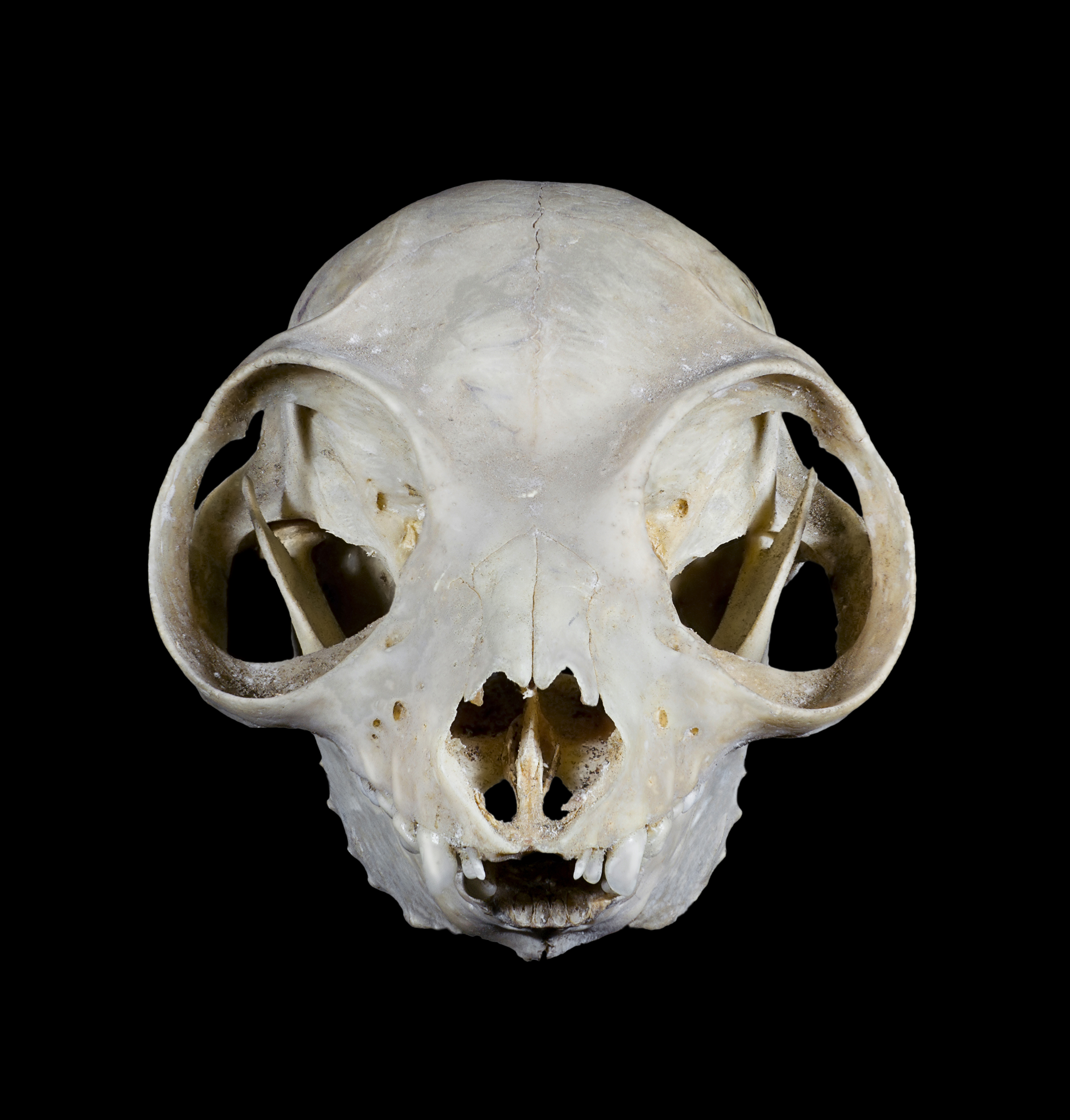
Crâne - Muséum de Toulouse

Il pèse de 1 à 1,3 kg et mesure de 27 à 29 cm, plus une queue de 33 à 37 cm.

## Régime alimentaire
Son régime alimentaire consiste principalement de feuilles et de bourgeons.

## Physiologie
Les Avahis laineux sont monogames et vivent en couple solitaire, avec leurs petits.

## Répartition et habitat
Il est endémique au nord-est de Madagascar. Il vit dans la forêt tropicale humide de plaine et de montagne